# Nokia X6
Nokia X6 — смартфон производства компании Nokia. Анонсирован 2 сентября 2009 года на Nokia World 2009 в Германии. Поступил в продажу в декабре 2009 года. Продаётся вместе с сервисом Nokia Comes With Music.
В конце февраля поступила в продажу модификация смартфона X6 16 Gb с уменьшенной до 16 ГБ памятью, более дешёвой гарнитурой в комплекте, и без сервиса Nokia Comes With Music.
Начало продаж в России: X6 32 Gb — декабрь 2009 года; X6 16 Gb — март 2010 года; X6 8 Gb — сентябрь 2010 года.

## Технические характеристики
Аппарат выполнен в форм-факторе моноблок. Для управления используется сенсорный экран, изготовленный по емкостной технологии, что делает невозможным управление стилусом. По другим характеристикам он совпадает с экраном Nokia 5800. Это — одна из первых моделей от Nokia с емкостным экраном.
В отличие от предыдущих подобных аппаратов, тут не применяются сенсорные кнопки (кроме кнопки мультимедийного меню над экраном). Модель не имеет слота для карт памяти. В зависимости от модификации в аппаратах имеется 32, 16 или 8 ГБ встроенной памяти.
Аппарат оснащён 5 Мп камерой с автофокусом, оптикой Carl Zeiss, двойной LED вспышкой, 4x цифровым зумом. Модуль камеры такой же, как у Nokia N97.
Аппарат может подключаться к другим устройствам через Micro-USB 2.0, Bluetooth 2.0 (EDR/A2DP/AVRCP) и Wi-Fi (IEEE 802.11b/g). В аппарате совмещенный порт 3,5 мм TRS «мини-джек» / video-out jack. С помощью специального кабеля (например, Nokia video-out cable CA-75U) телефон может транслировать видео на другие устройства. Зарядка при подключении через USB не происходит.
В аппарате используется Li-Ion аккумулятор Nokia BL-5J емкостью 1320 мА·ч.
В комплект поставки входят:
- Nokia X6
- Аккумулятор (BL-5J)
- Зарядное устройство (AC-8)
- USB-кабель (CA-101)
- Проводная стереогарнитура (WH-500 с версией 32 ГБ, WH-701 с версией на 16 ГБ, WH-205 с версией на 8 ГБ)
- Инструкция
- Mini DVD
- Ваучер на 25 мелодий в магазине OVI (в версиях 16 Gb и 8Gb, не для всех стран)